# Last Rhythm
I Last Rhythm sono un progetto musicale italiano formato da Luca Belladonna e Leandro Papa. I generi dei quali si occupa il gruppo sono la house e la musica elettronica.

## Carriera
Il progetto ha visto la luce nei primi anni '90.I produttori sono Maurizio Belladonna e Leandro Papa. Nel 1991 uscì il loro primo omonimo singolo che poi divenne una Hit anche all'estero specialmente nel Regno Unito. Spinti dal successo del primo singolo i due continuarono a produrre brani. Nel 1992 ha visto la luce Open Your Mind (una Hit in tutta Europa).
Nel 2010 hanno pubblicato il singolo I'm Free con Sabrina Johnston e il loro brano Last Rhythm è stato inserito fra le canzoni del videogioco Mondiali Fifa Sudafrica 2010.
Nel 2011 realizzano il singolo "Forever" con la voce di Michelle Weeks (unreleased).

## Discografia
- 1991 Last Rhythm
- 1991 Last Rhythm feat. Silvie Carter (Vocal Remix)
- 1992 Open Your Mind
- 1992 Open Your Mind Remix
- 1993 Voice from Nightmare
- 1993 Dream Machine
- 1993 Sleepwalking
- 1995 Labyrinth
- 1995 Celestial Symphony
- 1995 Last Rhythm EP
- 1996 Heaven
- 2010 I'm Free feat. Sabrina Johnston
- 2011 Forever feat. Michelle Weeks